# Вайденбах (Вульканайфель)
Вайденбах (нім. Weidenbach) — громада в Німеччині, розташована в землі Рейнланд-Пфальц. Входить до складу району Вульканайфель. Складова частина об'єднання громад Даун.
Площа — 10,73 км2. Населення становить 253 ос. (станом на 31 грудня 2020).